# Disconnect
Disconnect es una película de comedia romántica keniana de 2018 dirigida por David 'Tosh' Gitonga y Michael Jones. Está protagonizada por Brenda Wairimu y Nick Mutuma. 
Se transmitió en Netflix el 16 de octubre de 2020, siendo la última película de Kenia en la plataforma después de los estrenos de Poacher y Sincerely Daisy.

## Sinopsis
Celine tiene dificultades para entablar una relación adecuada y, a menudo, confía en los consejos y el apoyo emocional de sus amigas. El mejor amigo de Celine es Josh, quien también tiene un grupo de amigos que lo ayudan a navegar por la jungla de las relaciones urbanas.

## Elenco
- Brenda Wairimu como Celine
- Patricia Kihoro como Judy
- Nick Mutuma como Josh
- Pascal Tokodi como Otis
- Catherine Kamau como TK
- Pierra Makena como Robin
- Brian Ogola como Richard
- Belinda Muli
- Arthur S. Muiruri

## Lanzamiento
Disconnect se estrenó en el Anga IMAX 4D Cinemax en Nairobi el 21 de abril de 2018. Al estreno asistieron miembros del elenco, así como representantes de la Comisión de Cine de Kenia y la Junta de Clasificación de Películas de Kenia. El diputado del distrito electoral de Dagoretti South, John Kiarie, también estuvo presente.